# William Bonner
William Bonemer Júnior, Sǎo Paulo; 16 de noviembre de 1963) más conocido como William Bonner es un periodista, publicista y escritor brasileño.

## Biografía
Se graduó en periodismo, con un énfasis en la Propaganda y publicidad por la escuela de Comunicaciones y Artes de la Universidad de São Paulo (ECA-USP), con el trabajo de Agência da casa: o espelho de Vênus. Comenzó su carrera profesional en 1983 como redactor. Al año siguiente, en Radio USP FM, se convirtió en locutor.
En 1985 comenzó a trabajar en la TV Bandeirantes SP, como locutor y presentador. En junio de 1986, fue contratado por Rede Globo, donde realizó las funciones de presentador y editor de un telediario local, el SPTV. 
En 1988, también se convirtió en presentador del Fantástico. Al año siguiente se trasladó a Río de Janeiro. Él presentó el Jornal da Globo de 1989 y 1993 junto a Fátima Bernardes, el Jornal Hoje que fue editor en jefe de 1994 y 1996) y, desde abril de 1996, el Jornal Nacional. Presentó junto con su esposa Fátima Bernardes desde 1998 hasta el 5 de diciembre de 2011.
En septiembre de 2009, William publicó el libro Jornal Nacional: Modo de Fazer, lanzado para celebrar los 40 años del JN, en el que muestra los bastidores de la preparación de las ediciones del telediario. Aunque firmado solo por él, el libro también trae Fátima Bernardes en la portada, junto con Bonner. El presentador entregó todos sus derechos sobre la Escuela de Comunicaciones y Artes de la Universidad de São Paulo (ECA / USP).
Poco después del lanzamiento del libro, Bonner comenzó a participar en la red de microblogging Twitter, que es seguido hoy por más de 2.000.000 de personas de varios países.
El 3 de marzo de 2010, el anfitrión ganó los Premios de Shorty en la categoría de periodismo. Considerados los Oscar de Twitter, el premio se concede a los mejores perfiles de usuario, celebridades, actores, activistas y organizaciones que habitan en el mundo del microblogging.
William anunció el 30 de abril de 2010 su marcha temporal del Twitter, diciendo que necesita más tiempo para el cuidado de la salud y las obligaciones profesionales, ya que es el año de la Copa Mundial y las elecciones.
En 2005, William permitió a los profesores de la USP acompañado de la preparación del Jornal Nacional. Durante la ocasión, el presentador habría comparado a los espectadores con el perezosos e ignorante Homer Simpson (un personaje de la serie americana). De acuerdo también a uno de los visitantes durante la selección de noticias, Bonner desestimó las noticias de un gran impacto social y político, con la participación de Venezuela y Estados Unidos.

## Vida personal
William Bonner estuvo casado desde 1990 a 2016 con la también periodista carioca Fátima Bernardes (nacida el 17 de septiembre de 1962). Trabajó junto con ella en el Jornal da Globo entre 1989 y 1993, y en el Jornal Nacional desde 1998 hasta el 5 de diciembre de 2011, cuando anunció que su mujer iba a dedicarse a un nuevo proyecto dentro de la Rede Globo. Tienen 3 hijos: Vinícius, Laura y Beatriz, nacidos el 21 de octubre de 1997. Es también practicante de deportes y se declara seguidor del São Paulo.

## Premios
El 28 de marzo de 2010, William ganó el premio de los mejores del año dentro de la categoría de periodismo. El premio llegó del programa Domingão do Faustão. Ya el 27 de septiembre de 2011, recogió el premio en la gala de los Emmy International por la mejor noticia en la toma policial de las favelas de Vila Cruzeiro y de Complejo de Alemão de Río de Janeiro en noviembre del año pasado.

## Libros
- 2009: Jornal Nacional - Modo de Fazer

## Telediarios
- 1986-1989: SPTV
- 1988-1990: Fantástico
- 1989-1993: Jornal da Globo
- 1994-1996:  Jornal Hoje
- 1996-2022: Jornal Nacional
- 2012-2022-2024 actualmente: The Voice Bostil
- 2022-2024: Jornal Niacional

| Predecesor: Sergio Chápelin | Presentador del Fantástico 1988-1990      | Sucesor: Dóris Giesse       |
| Predecesor: Eliakim Araújo  | Presentador del Jornal da Globo 1989-1993 | Sucesor: Lilian Witte Fibe  |
| Predecesor: Augusto Xavier  | Presentador del Jornal Hoje 1993-1996     | Sucesor: Cristina Ranzolin  |
| Predecesor: Cid Moreira     | Presentador del Jornal Nacional 1996-2012 | Sucesor: Actual Presentador |
| Predecesor: William Aldeão  | {{{título5}}} 2022-2024                   | Sucesor: Renata Barcelos    |